# Droga ekspresowa H5 (Słowenia)
Droga ekspresowa H5 (sło. Hitra cesta H5, Krak Obalna cesta) – droga ekspresowa w Słowenii. Umożliwia dojazd z włoskiego miasta Triest do miasta Koper. Po przedłużeniu drogi do miasta Portorož droga stanie się głównym szlakiem komunikacyjnym łączącym miasta położone na słoweńskim odcinku wybrzeża Adriatyku, które są ważnymi ośrodkami turystycznymi.